# Maria João Ganga
Maria João Ganga (Huambo, 1964) és una directora de cinema angolesa.
Es va formar en l'École supérieure d'études cinématographiques de París. Va treballar com a assistent del director en diversos documentals, entre els quals destaca Rostov-Luanda d'Abderrahmane Sissako. També ha escrit i dirigit obres de teatre.
La seva principal obra cinematogràfica és Na Cidade Vazia (2004), el guió de la qual també va escriure. És un drama sobre un grup de nens en la Luanda de la postguerra. Va ser el primer llargmetratge angolès dirigit per una dona.
Amb Na Cidade Vazia va obtenir premis en el Paris Film Festival, el Festival de Cinema Africà, Àsia, Amèrica Llatina de Milà, el Festival du Film de Femmes de Créteil i el Festival Vues d'Afrique de Mont-real en 2004.